# Seznam občin v Sloveniji (2006)
Slovenija je upravno razdeljena na 205 občin, med katerimi jih ima 11 status mestne občine (označene so z zvedico in krepko pisavo). 12 leta 2006 novonastalih občin  je zapisanih ležeče, v oklepaju so občine, iz katerih so se izločile nove občine.
| - Občina Ajdovščina - Občina Apače (Gornja Radgona) - Občina Beltinci - Občina Benedikt - Občina Bistrica ob Sotli - Občina Bled - Občina Bloke - Občina Bohinj - Občina Borovnica - Občina Bovec - Občina Braslovče - Občina Brda - Občina Brezovica - Občina Brežice - Občina Cankova - Mestna občina Celje * - Občina Cerklje na Gorenjskem - Občina Cerknica - Občina Cerkno - Občina Cerkvenjak - Občina Cirkulane (Gorišnica) - Občina Črenšovci - Občina Črna na Koroškem - Občina Črnomelj - Občina Destrnik - Občina Divača - Občina Dobje - Občina Dobrepolje - Občina Dobrna - Občina Dobrova - Polhov Gradec - Občina Dobrovnik - Občina Dol pri Ljubljani - Občina Dolenjske Toplice - Občina Domžale - Občina Dornava - Občina Dravograd - Občina Duplek - Občina Gorenja vas - Poljane - Občina Gorišnica - Občina Gornja Radgona - Občina Gornji Grad - Občina Gornji Petrovci - Grad - Občina Grosuplje - Občina Hajdina - Občina Hoče - Slivnica - Občina Hodoš - Občina Horjul - Občina Hrastnik - Občina Hrpelje - Kozina - Občina Idrija - Občina Ig - Občina Ilirska Bistrica - Občina Ivančna Gorica - Občina Izola - Občina Jesenice - Občina Jezersko - Občina Juršinci - Občina Kamnik - Občina Kanal ob Soči - Občina Kidričevo - Občina Kobarid - Občina Kobilje - Občina Kočevje - Občina Komen - Občina Komenda - Mestna občina Koper * - Občina Kostanjevica na Krki (Krško) - Občina Kostel | - Občina Kozje - Mestna občina Kranj * - Občina Kranjska Gora - Občina Križevci - Občina Krško - Občina Kungota - Občina Kuzma - Občina Laško - Občina Lenart - Občina Lendava - Občina Litija - Mestna občina Ljubljana * - Občina Ljubno - Občina Ljutomer - Občina Logatec - Občina Loška Dolina - Občina Loški Potok - Občina Lovrenc na Pohorju - Občina Luče - Občina Lukovica - Občina Majšperk - Občina Makole (Slovenska Bistrica) - Mestna občina Maribor * - Občina Markovci - Občina Medvode - Občina Mengeš - Občina Metlika - Občina Mežica - Občina Miklavž na Dravskem polju - Občina Miren - Kostanjevica - Občina Mirna Peč - Občina Mislinja - Občina Mokronog - Trebelno (Trebnje) - Občina Moravče - Občina Moravske Toplice - Občina Mozirje - Mestna občina Murska Sobota * - Občina Muta - Občina Naklo - Občina Nazarje - Mestna občina Nova Gorica * - Mestna občina Novo mesto * - Občina Odranci - Občina Oplotnica - Občina Ormož - Občina Osilnica - Pesnica - Občina Piran - Občina Pivka - Občina Podčetrtek - Občina Podlehnik - Občina Podvelka - Občina Poljčane (Slovenska Bistrica) - Občina Polzela - Občina Postojna - Občina Prebold - Občina Preddvor - Občina Prevalje - Mestna občina Ptuj * - Občina Puconci - Občina Rače-Fram - Občina Radeče - Občina Radenci - Občina Radlje ob Dravi - Občina Radovljica - Občina Ravne na Koroškem - Občina Razkrižje - Občina Renče - Vogrsko (Nova Gorica) - Občina Ribnica | - Občina Ribnica na Pohorju - Občina Rogaška Slatina - Občina Rogašovci - Občina Rogatec - Občina Ruše - Občina Selnica ob Dravi - Občina Semič - Občina Sevnica - Občina Sežana - Mestna občina Slovenj Gradec * - Občina Slovenska Bistrica - Občina Slovenske Konjice - Občina Sodražica - Občina Solčava - Občina Središče ob Dravi (Ormož) - Občina Starše - Občina Straža (Novo mesto) - Sveta Ana - Občina Sveta Trojica v Slovenskih goricah (Lenart) - Sveti Andraž v Slovenskih goricah - Sveti Jurij ob Ščavnici - Sveti Tomaž (Ormož) - Občina Šalovci - Občina Šempeter - Vrtojba - Občina Šenčur - Občina Šentilj - Občina Šentjernej - Občina Šentjur - Občina Škocjan - Občina Škofja Loka - Občina Škofljica - Občina Šmarje pri Jelšah - Občina Šmarješke Toplice (Novo mesto) - Občina Šmartno pri Litiji - Občina Šmartno ob Paki - Občina Šoštanj - Občina Štore - Tabor - Tišina - Občina Tolmin - Občina Trbovlje - Občina Trebnje - Občina Trnovska vas - Občina Trzin - Občina Tržič - Občina Turnišče - Mestna občina Velenje * - Občina Velika Polana - Občina Velike Lašče - Občina Veržej - Občina Videm - Občina Vipava - Občina Vitanje - Občina Vodice - Občina Vojnik - Občina Vransko - Občina Vrhnika - Občina Vuzenica - Občina Zagorje ob Savi - Občina Zavrč - Občina Zreče - Občina Žalec - Občina Železniki - Občina Žetale - Občina Žiri - Občina Žirovnica - Občina Žužemberk |